# Zuidelijke krekelkikker

Acris gryllus – 1700-1880 – afdruk – Iconographia Zoologica – Bijzondere Collecties van de Universiteit van Amsterdam

De zuidelijke krekelkikker (Acris gryllus) is een kikker uit de familie boomkikkers (Hylidae). De soort werd voor het eerst wetenschappelijk beschreven door John Lawrence LeConte in 1825. Oorspronkelijk werd de wetenschappelijke naam Rana gryllus gebruikt.

## Uiterlijke kenmerken
De lichaamslengte is ongeveer drie centimeter, de kleur is donkergroen met een donkere driehoek tussen de ogen en twee donkere streepachtige vlekken op de flanken, soms alleen enkele onregelmatige vlekken. Ook zijn de achterpoten veel langer en de zwemvliezen kleiner dan bij veel andere soorten boomkikkers. De ondersoort Acris gryllus dorsalis heeft een heldergroene kruis- tot zandloperachtige lijnentekening op de kop en rug. Ondanks dat het een boomkikker is, kan de zuidelijke krekelkikker niet goed klimmen en bevindt zich meestal op de bodem.

## Verspreiding en habitat
De soort komt voor in de Verenigde Staten; in de staten Virginia, Georgia, Alabama, de zuidelijke punt van Florida en langs een groot deel van de rivier de Mississippi. Het biotoop bestaat uit oevers van begroeide wateren zoals riviervalleien en moerassen en deze soort komt nooit ver uit de buurt van de waterkant. Bij verstoring springen de kikkers in het water en zwemmen naar de bodem waar ze zich enige tijd schuilhouden.

## Levenswijze
Het is een nachtactieve soort die voornamelijk insecten eet en tijdens de schemering pas actief wordt. De zuidelijke krekelkikker behoort tot de boomkikkers maar is een bodembewonende soort. Het gekwaak van de mannetjes in de paartijd lijkt enigszins op een metaalachtig geratel, en de paring kan plaatsvinden van februari tot oktober, en hangt samen met de regenval. Meestal begint de paartijd na de eerste grote bui, waarna de kikkers in groten getale tevoorschijn komen. De kikkervisjes komen na ongeveer 12 weken aan land, tot die tijd zijn ze makkelijk te onderscheiden van de larven van andere soorten aan de lichtbruine kleur en de zwarte staartpunt.